# Yes! Pretty Cure 5 - Le Pretty Cure nel Regno degli Specchi
Yes! Pretty Cure 5 - Le Pretty Cure nel Regno degli Specchi (映画 Ｙｅｓ！プリキュア５ 鏡の国のミラクル大冒険！?, Eiga Yes! Purikyua 5 Kagami no Kuni no mirakuru daibōken!, lett. "Yes! Pretty Cure 5 - Il film: La miracolosa avventura nel Regno degli Specchi!") è un film del 2007 diretto da Tatsuya Nagamine.
È il quarto film d'animazione tratto dal franchise Pretty Cure di Izumi Tōdō e l'unico relativo alla quarta serie Yes! Pretty Cure 5.

## Trama
Le Pretty Cure insieme a Coco, Nuts e Milk vanno al nuovo parco di divertimenti a tema Princess Land, ma Coco e Nuts vengono rapiti da due esseri che riescono a copiarne l'aspetto ma che vengono presto smascherati. I due impostori si presentano come i gemelli Migirin e Hidarin provenienti dal Regno degli Specchi e rivelano di essere stati costretti ad agire in quel modo perché ricattati da Shadow, che ha preso possesso della loro terra e tiene in ostaggio Coco e Nuts in cambio del Dream Collet, con l'obiettivo di catturare tutti i Pinky e realizzare il suo desiderio di dominio. Nozomi e le altre si recano quindi nel Regno degli Specchi per salvare i loro amici, ma qui trovano ad attenderle le Dark Pretty Cure 5, i loro opposti malvagi creati da Shadow. Dopo averle affrontate e sconfitte, grazie alla Miracle Light le Pretty Cure si trasformano nelle Super Pretty Cure, munite di ali da farfalla, e distruggono Shadow.

## Personaggi esclusivi del film
Migirin (ミギリン?, Migirin) & Hidarin (ヒダリン?, Hidarin)
Sono due orsetti del Regno degli Specchi che fanno i comici e sono conosciuti come Gemelli della Risata. Migirin ha il ciuffo blu mentre Hidarin ha il ciuffo verde. Rapiscono Coco e Nuts, portandoli nel Regno degli Specchi, per sostituirsi a loro e prendere il Dream Collet da portare a Shadow, che ha rubato i cristalli magici del regno e li ricatta. Utilizzando la Miracle Light e pronunciando la formula "Brilla luce, brilla, brilla!" (「もっと、もっともっと⋯！」?, "Motto, motto motto…!") possono aprire le porte nascoste negli specchi. Sempre usando la Miracle Light, trasformano il coraggio in un nuovo potere per le Pretty Cure, consentendo loro di trasformarsi nelle Super Pretty Cure.
Shadow (シャドウ?, Shadou)
Fa parte della Nightmare Company e ha rubato i cristalli magici del Regno degli Specchi in cambio del Dream Collet, con il quale vuole realizzare il suo desiderio di dominio. Combinando i suoi poteri, quelli dei cristalli e quelli delle Pretty Cure, crea le Dark Pretty Cure 5, portatrici di solitudine e desolazione, che non conoscono la pietà e odiano l'amicizia. Viene sconfitto dalle Super Pretty Cure.
Dark Dream (ダークドリーム?, Dāku Dorīmu)
La controparte malvagia di Cure Dream, è la prima Dark Cure a essere creata da Shadow. Accompagna Migirin e Hidarin sulla Terra per rapire Coco e Nuts e prendere il Dream Collet. Essendo l'opposto di Nozomi, è triste e sola, e non riesce a capire come mai Nozomi sorrida sempre. Combatte in un luna park. Dopo aver combattuto contro Cure Dream, però, diventa sua amica e si sacrifica per lei quando Shadow sta per colpirla, svanendo e tornando ad essere un cristallo magico del Regno degli Specchi.
Dark Rouge (ダークルージュ?, Dāku Rūju)
La controparte malvagia di Cure Rouge, cerca di convincere Rin che amici come Nozomi portino solo guai e quindi sarebbe meglio stare da soli e pensare di più a se stessi. Il suo attacco è Darkness Fire (ダークネス・ファイヤー?, Dākunesu Faiyā) e combatte tra palle colorate nello spazio. Dopo aver combattuto contro Cure Rouge, svanisce e torna ad essere un cristallo magico del Regno degli Specchi.
Dark Lemonade (ダークレモネード?, Dāku Remonēdo)
La controparte malvagia di Cure Lemonade, prende in giro il suo desiderio di portare felicità tramite le canzoni, asserendo che è una perdita di tempo dedicarsi agli altri senza ricevere nulla in cambio. Il suo attacco è Darkness Flash (ダークネス・フラッシュ?, Dākunesu Furasshu) e combatte tra le vie di una città. Dopo aver combattuto contro Cure Lemonade, svanisce e torna ad essere un cristallo magico del Regno degli Specchi.
Dark Mint (ダークミント?, Dāku Minto)
La controparte malvagia di Cure Mint, la accusa di essere inutile, visto che come guerriera può soltanto evocare uno scudo di protezione, e la invita a smettere di proteggere sempre le amiche. Il suo attacco è Darkness Spread (ダークネス・スプレッド?, Dākunesu Supureddo) e combatte sotto i ponti. Dopo aver combattuto contro Cure Mint, svanisce e torna ad essere un cristallo magico del Regno degli Specchi.
Dark Aqua (ダークアクア?, Dāku Akua)
La controparte malvagia di Cure Aqua, cerca di convincere Karen ad abbandonare le amiche e sfruttare le sue qualità per raggiungere il successo da sola. Usa come arma una spada e combatte in un campo fiorito. Dopo aver combattuto contro Cure Aqua, svanisce e torna ad essere un cristallo magico del Regno degli Specchi.

## Oggetti magici
Miracle Light (ミラクルライト?, Mirakuru Raito)
È una piccola torcia che proietta un fascio di luce, al cui interno è presente il simbolo di una farfalla. Viene utilizzata da Migirin e Hidarin per aprire le porte nascoste negli specchi; inoltre, trasforma il coraggio in un nuovo potere per le Pretty Cure, consentendo loro di trasformarsi in Super Pretty Cure.
In Giappone, quando è uscito il film, le Miracle Light sono state realmente distribuite al pubblico nelle sale, difatti nella sequenza introduttiva del lungometraggio si vedono Coco, Nuts e Milk spiegare come utilizzarla per incitare le Pretty Cure durante la visione.

## Trasformazioni e attacchi
- Trasformazione (Super (スーパー?, Sūpā)): le Pretty Cure si trasformano in Super Pretty Cure grazie al potere della Miracle Light. Sulla schiena delle guerriere c'è un paio di ali da farfalla.

## Luoghi
Princess Land
È un nuovo parco di divertimenti a tema, dove tutti devono vestirsi da principi e principesse.
Regno degli Specchi (鏡の国?, Kagami no Kuni)
È un regno al quale si accede puntando, alle due di notte, la Miracle Light su uno specchio. Prima di essere conquistato da Shadow, il regno era protetto dai cinque Cristalli Magici, ognuno del colore di una Pretty Cure; poi, quando questi sono stati rubati da Shadow, il regno, da florido e pieno di luce, è diventato una landa desolata e brulla e tutti gli abitanti sono stati rinchiusi in uno specchio.

## Colonna sonora
| Nº | Titolo CD | Numero tracce | Data uscita      |
| -- | --- | ------------- | ---------------- |
| 1  | Eiga Yes! Precure 5 - Kagami no Kuni no miracle daibōken! - Original Soundtrack (映画 Ｙｅｓ！プリキュア５ 鏡の国のミラクル大冒険！ オリジナル・サウンドトラック?) | 26            | 30 gennaio 2008  |
| 2  | Precure eiga shudaika Collection (プリキュア映画主題歌コレクション?)                                                                                               | 20            | 16 febbraio 2011 |

### Sigle
La sigla originale di apertura è composta da Yoshirō Iwakiri con il testo di Natsumi Tadano, mentre quella di chiusura da Yasuo Kosugi con il testo di Kumiko Aoki. La sigla italiana, invece, interpretata per Rai Trade con testo di Bruno Tibaldi, segue lo stesso arrangiamento della sigla di testa giapponese, sia in apertura che in chiusura.
Sigla di apertura
- Precure 5, Smile go go! (プリキュア５、スマイル ｇｏ ｇｏ！?), cantata da Mayu Kudō, Young Fresh con mayumi & yuka (coro)

Sigla di chiusura
- Ganbalance de Dance ~Yumemiru kiseki-tachi~ (ガンバランスｄｅダンス ～夢見る奇跡たち～?), cantata da Kanako Miyamoto con Precure 5 (Yūko Sanpei, Junko Takeuchi, Mariya Ise, Ai Nagano, Ai Maeda)

Sigla di apertura e di chiusura italiana
- Pretty Cure 5 Smile Go Go!, versione italiana di Precure 5, Smile go go!, cantata da Giorgia Alissandri e Alessia Alissandri

## Distribuzione
Il film è stato proiettato per la prima volta nelle sale cinematografiche giapponesi il 10 novembre 2007. Il DVD è uscito il 19 marzo 2008, mentre il Blu-ray il 17 giugno 2015.
In Italia i diritti sono stati acquistati dalla Rai, che lo ha trasmesso il 7 novembre 2010 su Rai 2. Il doppiaggio è stato curato da La BiBi.it, la direzione del doppiaggio è di Novella Marcucci e i dialoghi italiani sono di Matteo Amandola.
È stato trasmesso a Taiwan il 7 agosto 2011 con il titolo Guāng zhīměi shàonǚ diànyǐng bǎn - yǒng chuǎng jìng zhī guó (光之美少女電影版－勇闖鏡之國S, lett. "Le Ragazze della Luce il film - La marcia nel Regno degli Specchi"), in Corea del Sud il 20 dicembre 2011 e a Hong Kong il 1º gennaio 2012 con il titolo Yes! Guāng zhīměi shàonǚ: Jìng zhī guó qíjī dà màoxiǎn (Ｙｅｓ！光之美少女：鏡之國奇蹟大冒險S, lett. "Yes! Le Ragazze della Luce: La grande miracolosa avventura nel Regno degli Specchi").

## Accoglienza
L'incasso totale è di 800 milioni di yen circa. Il film si è classificato all'ottavo posto nella top ten dei film anime più visti del 2007.

## Altri adattamenti
Dal film è stato tratto un anime comic pubblicato da Ichijinsha il 28 dicembre 2007 con ISBN 978-4758010962.